# Lindenberg (Tauche)
Lindenberg ist ein Ortsteil der Gemeinde Tauche im Landkreis Oder-Spree (Brandenburg) und der einwohnerstärkste Ortsteil dieser Gemeinde. Lindenberg liegt im Zentrum der Beeskower Platte.

## Geschichte
Das Dorf wurde 1284 erstmals erwähnt. In einer Stiftsmatrikel des Bistums Meißen wurde 1346 Lindenberg, damals noch als Landenberg bezeichnet, als Pfarre in der Herrschaft Beeskow-Storkow aufgeführt. Es ist von der Siedlungsform her ein Angerdorf mit Gut und von der kirchlichen Verfassung her ein Kirchdorf.
Zu Lindenberg gehört der Lindenberger See mit der 1927 abgebauten Grundmühle, deren Areal weiter bewohnt ist.

## Politik

### Ortsvorsteher
Der Ortsvorsteher ist Doreen Wollenberg.

## Infrastruktur
Lindenberg liegt an der Bundesstraße 246 zwischen Storkow und Beeskow etwa 65 km südöstlich von Berlin.
Der Bahnhof Lindenberg (Mark) liegt an der Bahnstrecke Königs Wusterhausen–Grunow und wird von der Regionalbahnlinie 36 Königs Wusterhausen–Frankfurt (Oder) bedient.
Kommunale Einrichtungen sind:
- Freiwillige Feuerwehr Lindenberg
- Kindertagesstätte
- Rolf Zuckowski Grundschule

## Wirtschaft
Lindenberg ist ein lokales Zentrum mit vielen Gewerbetreibenden.

## Wissenschaft
Im Ort Lindenberg befindet sich das Aerologische Observatorium, welches am 16. Oktober 1905 feierlich eingeweiht wurde und heute als Meteorologisches Observatorium Lindenberg eine Einrichtung des Deutschen Wetterdienstes ist.

## Vereine
- SG Grün-Weiß Lindenberg 1931 e. V.
- Kultur- und Freizeitverein Lindenberg e. V.
- Wettermuseum e. V.

## Sehenswürdigkeiten
- Schloss Lindenberg mit Park. Der Park wurde von Ludwig Lesser, dem ersten freischaffenden Gartenarchitekten in Berlin, konzipiert und ist der einzige von ihm erhaltene Gutspark im landschaftlichen Stil.
- Die Kirche wurde in den Jahren 1667 bis 1669 durch Raban von Canstein erbaut.
- Schnitterkaserne (Massenunterkunft der Erntehelfer)
- Landarbeiterkate
- Auf dem Gelände des Observatoriums steht das historische Windenhaus, in dem in den Anfangsjahren Forschungsdrachen aufgelassen wurden.
- Museum für Meteorologie und Aerologie (Wettermuseum) mit historischer Ballonhalle 2
- Lindenberger Viadukt der Bahnstrecke Königs Wusterhausen–Grunow zur Überbrückung der Glienicker Schlucht mit dem Blabbergraben

Historisches Windenhaus und neues Strahlungslabor des Meteorologischen Observatoriums Lindenberg
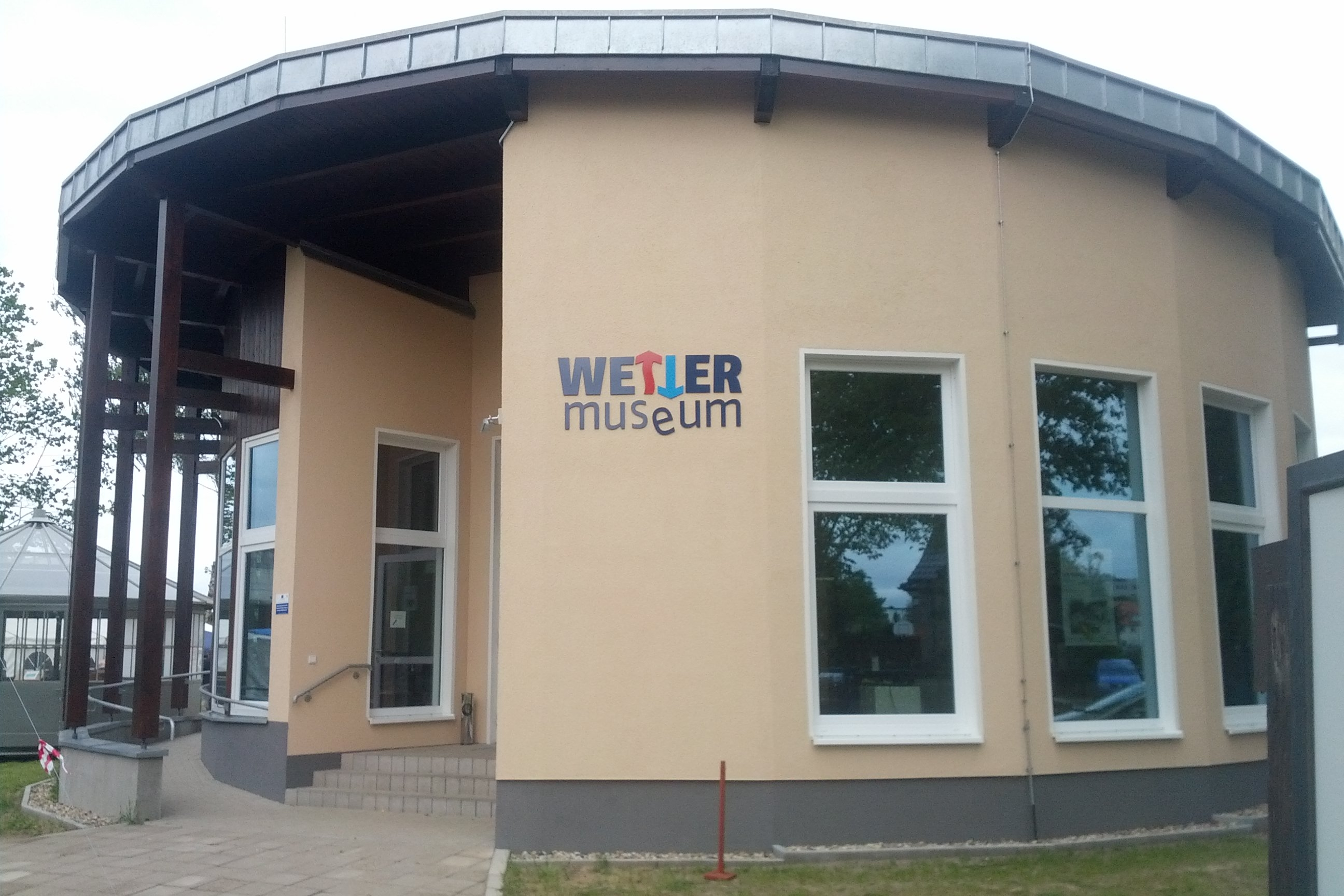
Besucherzentrum des Wettermuseum Lindenberg
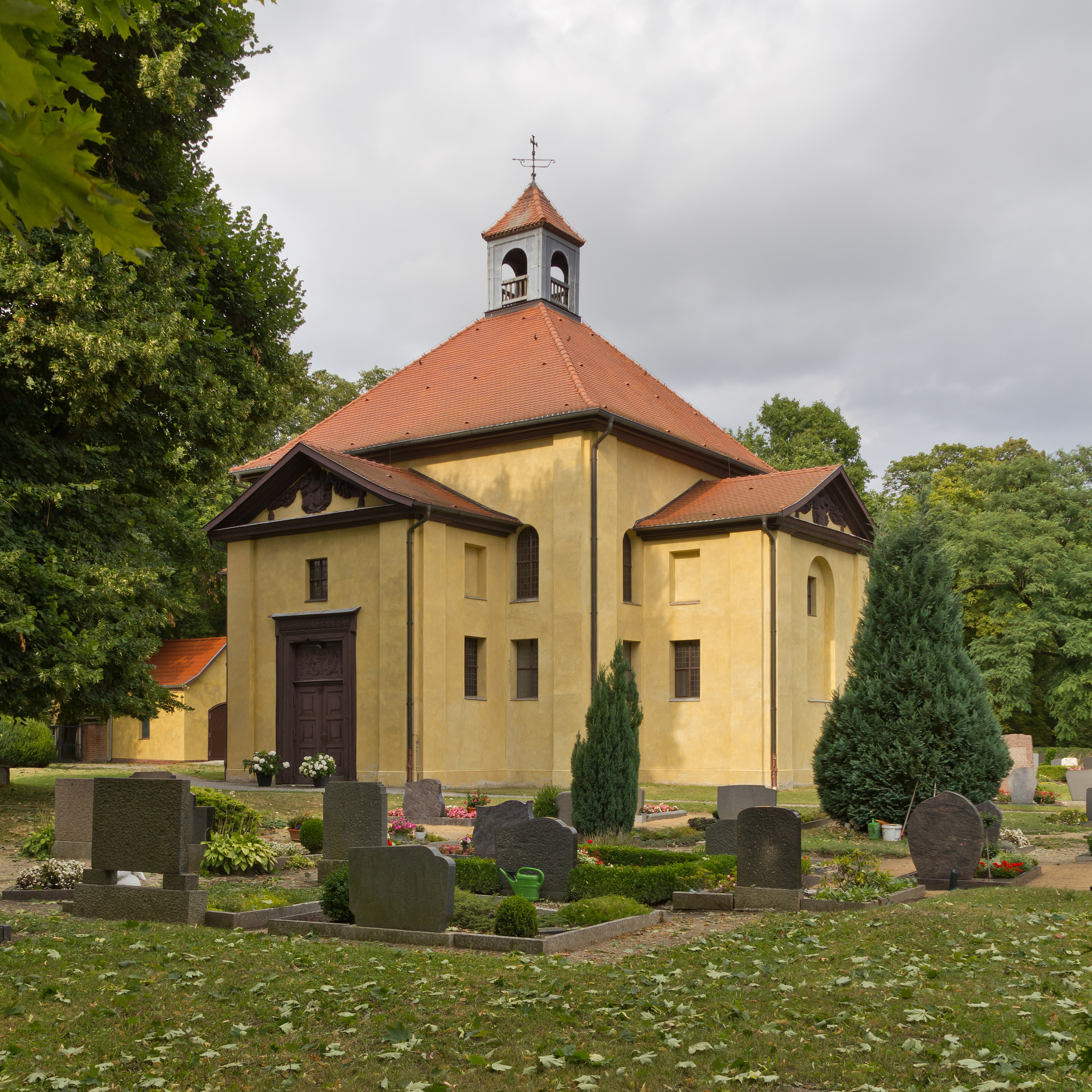
Kirche in Lindenberg
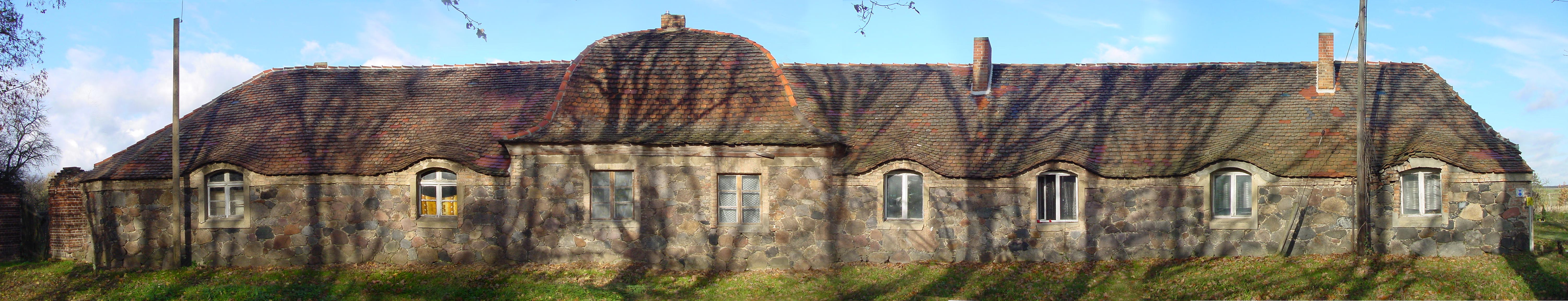
Landarbeiterkate des Gutshauses in Lindenberg

## Söhne des Ortes
- Carl Hildebrand von Canstein